# Gamera: Daikaijū Kūchū Kessen
Gamera: Daikaijū Kūchū Kessen (ガメラ 大怪獣空中決戦?), conocida en España como Gamera: El guardián del universo, es una película japonesa del género kaiju de 1995 dirigida por Shusuke Kaneko y escrita por Kazunori Itō. Es la novena entrega de la serie de películas de Gamera, y sirve como un reinicio de la franquicia, siendo la primera entrega de la Era Heisei de la franquicia. La película es protagonizada por Tsuyoshi Ihara, Akira Onodera, Shinobu Nakayama, Ayako Fujitani y Yukijirō Hotaru, con Naoki Manabe y Jun Suzuki interpretando al monstruo gigante Gamera, y Yuhmi Kaneyama interpretando a Gyaos. 
La película fue producida por Daiei Film, Hakuhodo y Nippon Television, y distribuida por Toho Studios. La película se estrenó en Japón el 11 de marzo de 1995 y fue sucedida por Gamera 2: Legion Shūrai en 1996. 

## Argumento
Un barco que transporta plutonio colisiona con un atolón flotante frente a la costa oriental de Filipinas, uno de los muchos incidentes que ocurren en toda el área. A medida que la formación anómala se acerca a Japón, un equipo de científicos dirigido por Naoya Kusanagi descubre amuletos de orichalcum y una losa de piedra cubierta de runas etrurianas en el atolón. Durante la investigación, el atolón tiembla de repente, destruyendo la losa y arrojando a los científicos al océano. Un miembro del equipo, el oficial de marina Yoshinari Yonemori, ve el ojo y el colmillo de una tortuga gigante.
Mientras tanto, la ornitóloga Mayumi Nagamine investiga una aldea en el archipiélago de Goto atacada por un "pájaro gigante". Si bien Nagamine es inicialmente escéptica con respecto a las afirmaciones, se horroriza al descubrir restos humanos en una píldora gigante para pájaros. Al explorar el bosque cercano, su equipo se encuentra y luego evita con éxito que tres criaturas parecidas a pájaros ataquen otra aldea. Para evitar nuevos ataques, Nagamine acepta ayudar al gobierno a capturar las aves gigantes. Las criaturas son atraídas al estadio de béisbol Domo de Fukuoka, donde dos de los tres son capturados con éxito. El último escapa al puerto, donde es asesinado por la tortuga gigante encontrada por Yonemori y los científicos. Las aves restantes escapan antes de que la tortuga llegue al estadio.
Después de traducir las runas, Kusanagi explica a Yonemori y a su hija Asagi que la tortuga gigante se llama Gamera y las aves son Gyaos. Cuando Asagi toca uno de los amuletos de piedra, sin darse cuenta forma un vínculo espiritual con Gamera. Kusanagi también intenta convencer al gobierno de que los Gyaos son la verdadera amenaza, pero siguen centrados en Gamera debido a la destrucción que causó.
Ahora trabajando juntos para investigar a las criaturas, Kusanagi, Yonemori y Nagamine presencian otro ataque de Gyaos en la Cordillera de Kiso. Nagamine y Yonemori casi mueren tratando de rescatar a un niño, pero Gamera llega a tiempo para salvarlos y mata a otro Gyaos. El último Gyaos, sin embargo, escapa. Mientras tanto, Asagi descubre que sufre las mismas heridas y fatiga que Gamera debido a su vínculo compartido. En el monte Fuji es testigo de un ataque militar contra Gamera. El ataque atrae a los Gyaos finales a la escena, donde hiere gravemente a Gamera y obliga a la tortuga a retirarse al océano. Simultáneamente, Asagi sufre una herida similar y se desmaya por el dolor. Kusanagi visita a su hija en el hospital donde Asagi cae en coma después de decir que ella y Gamera deben descansar.
Después de consultar con un biólogo, Nagamine y Yonemori descubren que los Gyaos están diseñados genéticamente y se reproducen asexualmente. Especulan sobre los orígenes y el propósito de Gyaos y Gamera. Nagamine sugiere que Gyaos se despertó por la contaminación desenfrenada y Gamera fue creado para combatir a Gyaos. Se acercan a Kusanagi con esta información, explicando que el incidente en el Monte Fuji muestra que Asagi está espiritualmente vinculada con Gamera. Kusanagi rechaza estas afirmaciones hasta que él mismo es testigo del poder del amuleto.
Con Gamera recuperándose en el océano, el último Gyaos crece sin control, convirtiéndose en un Super Gyaos. La criatura ataca a Tokio, causando muchas bajas civiles e incitando al gobierno a centrarse en Gyaos en lugar de Gamera. Los intentos de matar a Gyaos terminan en fracaso y construye un nido en las ruinas de la Torre de Tokio.
Al despertar de su sueño, Asagi advierte a los demás que Gamera se ha recuperado y atacará a Gyaos. Gamera atrapa a Gyaos por sorpresa, destruyendo su nido y sus huevos. Se produce una batalla aérea masiva y Asagi, Kusanagi, Nagamine y Yonemori lo siguen de cerca en un helicóptero. Inicialmente, Gyaos domina a Gamera, pero Asagi usa su energía espiritual para revivir a Gamera, quien mata a Gyaos. Gamera luego libera a Asagi de su vínculo y regresa al mar.

## Reparto
- Tsuyoshi Ihara como Yoshinari Yonemori.
- Akira Onodera como Naoya Kusanagi.
- Shinobu Nakayama como Mayumi Nagamine.
- Ayako Fujitani como Asagi Kusanagi.
- Yukijirō Hotaru como Inspector Osako.
- Hatsunori Hasegawa como Coronel Satake.
- Hirotaro Honda como Sr. Saito
- Naoki Manabe y Jun Suzuki como Gamera.
- Yuhmi Kaneyama como Gyaos.
- Akira Kubo como Capitán del Kairyu-maru.

## Producción
Inicialmente, Daiei Film tenía la intención de revivir a Daimajin, pero optó por revivir a Gamera después de que se determinó que había más interés en esa propiedad. Niisan Takahashi, que había escrito todas las películas de Gamera de la era Shōwa, había escrito un guion al principio del proceso de desarrollo, pero finalmente fue rechazado por ser estrictamente "entretenimiento para niños". Noriaki Yuasa, que había dirigido varias entregas de las películas originales de la era Shōwa, también fue considerado brevemente para regresar, pero Shusuke Kaneko lo pasó por alto, quien durante mucho tiempo había deseado dirigir una película de Kaiju. Kazunori Itō, quien anteriormente había colaborado con Kaneko en un segmento de la película antológica de terror Necronomicon, fue elegido para escribir el guion de la película.